# Felisburgo
Felisburgo är en kommun i Brasilien.   Den ligger i delstaten Minas Gerais, i den östra delen av landet, 800 km öster om huvudstaden Brasília. Antalet invånare är 6 887.
Omgivningarna runt Felisburgo är huvudsakligen savann. Runt Felisburgo är det glesbefolkat, med 10 invånare per kvadratkilometer.